# 沈焕

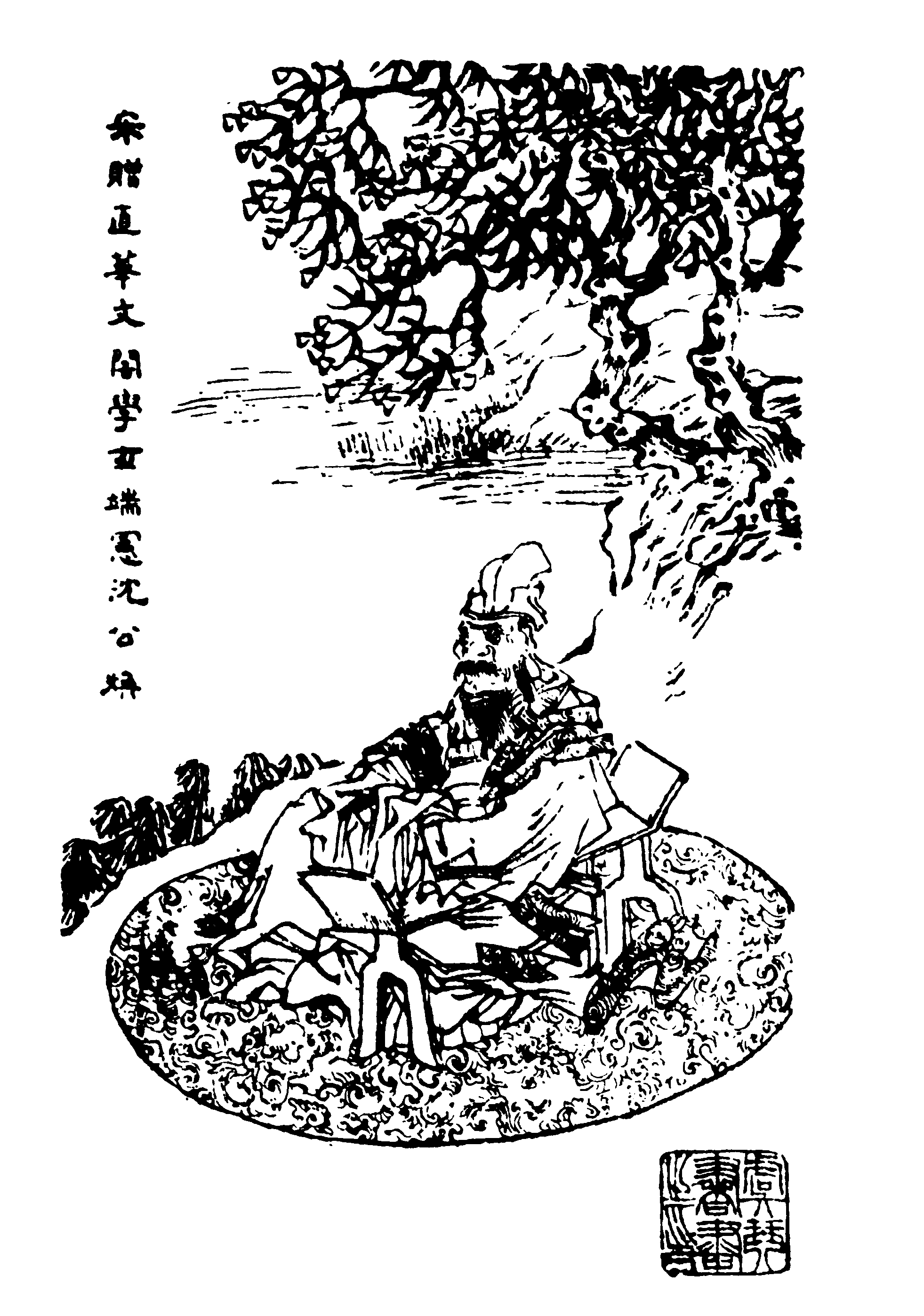
宋贈直華文閣學士端憲沈公煥（清代畫家虞琴所繪，出自《四明人鑑》）

沈焕（1139年—1191年）。字叔晦，世称定川先生。定海（今浙江镇海）人，后徙居鄞县（今浙江宁波），南宋哲学家。南宋“调和派”代表人物，广平定川学派创始人之一,追贈直華文閣，特諡「端憲」。

## 生平
乾道八年（1172年）登进士第。历上虞尉、杨州教授，太学录、高邮军教授、浙东安抚司干办、婺源令、舒州通判等官职。
幼承庭训，致力经史。与舒璘、杨简、袁燮一道于世并称“四明四先生”。师陆九龄（哲学家陆九渊之兄）。

## 哲学
其学虽宗陆九渊之说，但并无明显痕迹。沈焕中年与朱熹常有书信往来，质疑其说。当时陆九渊之说与朱熹之说对立，沈焕之说有明显的折中色彩。
沈焕进一步发展丰富了陆九渊心学，在儒学发展史上有较大影响。 

### 学生
沈焕主要学生有：竺大年、舒衍、吕乔年，其子沈傅曾、沈省曾、沈敏曾等。

## 评价
- “沈氏之学，实兼得明招（吕氏）一派”（《鲒□亭集外编》卷十六《竹州三先生书院记》，清朝，全祖望）。
- “舒（璘）、沈（焕）、之平实又过于杨（简）、袁（燮）”（《宋元学案·广平定川学案》，清朝，全祖望）。

## 著作
见《定川言行编》（袁燮辑），《定川遗书》（张镛辑）。

## 遗迹
今浙江宋赠直华文阁谥端宪沈焕墓

## 延伸閱讀
[在维基数据编辑]
 在维基文库阅读此作者作品
 《四明人鑑·宋贈直華文閣學士端憲沈公煥》，出自《四明人鑑》
 《宋史/卷410》，出自脱脱《宋史》